# Hrabstwo Logan (Illinois)
Hrabstwo Logan – hrabstwo w USA, w stanie Illinois, według spisu z 2000 roku liczba ludności wynosiła 31 183. Siedzibą hrabstwa jest Lincoln.

## Geografia
Według spisu hrabstwo zajmuje powierzchnię 1603 km², z czego 1601 km² stanowią lądy, a 2 km² (0,14%) stanowią wody.

### Sąsiednie hrabstwa
- Hrabstwo McLean – północny wschód
- Hrabstwo DeWitt – wschód
- Hrabstwo Macon – południowy wschód
- Hrabstwo Sangamon – południe
- Hrabstwo Menard – zachód
- Hrabstwo Mason – północny zachód
- Hrabstwo Tazewell – północny zachód

Stan Illinois na mapie USA

## Historia
Hrabstwo Logan powstało 15 lutego 1839 roku z terenów Hrabstwa Sangamon. W 1841 roku otrzymało część ziem z Hrabstwa Tazewell a w 1847 część terytorium hrabstwa DeWitt i Logan. Nazwę hrabstwa nadał Abraham Lincoln, ówczesny członek Zgromadzenia Narodowego i komisji nadawania nazwa hrabstwom, na cześć swojego przyjaciela Johna Logana, pioniera stanu Illinois, lekarza i ojca generała Unii Johna Alexandra Logana.
Obecną siedzibą władz jest miasto Lincoln i jest ono trzecią stolicą w historii hrabstwa. Wcześniej, w latach 1839–1847, siedzibą był Postville, później przemianowany na Camden, a następnie w latach 1847–1853 miasto Mt. Pulaski.

## Demografia
Według spisu z 2000 roku hrabstwo zamieszkuje 31 183 osób, które tworzą 11 113 gospodarstw domowych oraz 7579 rodzin. Gęstość zaludnienia wynosi 19 osób/km². Na terenie hrabstwa jest 11 872 budynków mieszkalnych o częstości występowania wynoszącej 7 budynków/km². Hrabstwo zamieszkuje 91,69% ludności białej, 6,56% ludności czarnej, 0,16% rdzennych mieszkańców Ameryki, 0,55% Azjatów, 0,01% mieszkańców Pacyfiku, 0,41% ludności innej rasy oraz 0,62% ludności wywodzącej się z dwóch lub więcej ras, 1,61% ludności to Hiszpanie, Latynosi lub inni.
W hrabstwie znajduje się 11 113 gospodarstw domowych, w których 31,20% stanowią dzieci poniżej 18 roku życia mieszkający z rodzicami, 55,30% małżeństwa mieszkające wspólnie, 9,30% stanowią samotne matki oraz 31,80% to osoby nie posiadające rodziny. 27,80% wszystkich gospodarstw domowych składa się z jednej osoby oraz 13,90% żyje samotnie i ma powyżej 65 roku życia. Średnia wielkość gospodarstwa domowego wynosi 2,42 osoby, a rodziny wynosi 2,94 osoby.
Przedział wiekowy populacji hrabstwa kształtuje się następująco: 21,90% osób poniżej 18 roku życia, 11,60% pomiędzy 18 a 24 rokiem życia, 29,70% pomiędzy 25 a 44 rokiem życia, 21,80% pomiędzy 45 a 64 rokiem życia oraz 15,00% osób powyżej 65 roku życia. Średni wiek populacji wynosi 37 lat. Na każde 100 kobiet przypada 99,90 mężczyzn. Na każde 100 kobiet powyżej 18 roku życia przypada 98,70 mężczyzn.
Średni dochód dla gospodarstwa domowego wynosi 39 389 USD, a średni dochód dla rodziny wynosi 48 655 dolarów. Mężczyźni osiągają średni dochód w wysokości 33 015 dolarów, a kobiety 23 461 dolarów. Średni dochód na osobę w hrabstwie wynosi 17 953 dolarów. Około 6,20% rodzin oraz 8,10% ludności żyje poniżej minimum socjalnego, z tego 10,50% poniżej 18 roku życia oraz 7,60% powyżej 65 roku życia.

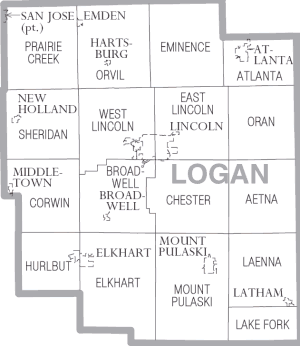
Map of Logan County, Illinois

## Miasta
- Atlanta
- Lincoln
- Mount Pulaski

## CDP
- Beason
- Chestnut
- Cornland

## Wsie
- Broadwell
- Elkhart
- Emden
- Hartsburg
- Latham
- Middletown
- New Holland
- San Jose